# Udruženje studenata tehnike Evrope
Udruženje studenata tehnike Evrope (engl. Board of European Students of Technology, BEST) je nevladina, neprofitna i apolitička studentska organizacija. BEST čini oko 3,800  volontera, članova lokalnih BEST grupa, na 90 univerziteta tehnike iz 33 zemlje u Evropi.

## Aktivnosti
- Pružanje komplementarnog obrazovanja
- Pomoć u razvitku karijere
- Povećanje učešća u obrazovanju[1]

## Struktura
Struktura BEST-a podeljena je na tri nivoa: lokalni, regionalni i internacionalni.  Svaka od 94 Lokalnih BEST Grupa (LBG) predstavlja lokalnu organizaciju  studenata na Univerzitetu  na kome studiraju. Radi bolje komunikacije između različitih lokalnih zajednica i Internacionalnog nivoa BEST-a, 94 lokalnih grupa  deli se na 11 regiona kojima upravljaju regionalni savetnici. Najzad, najviši nivo predstavlja Internacionalni BEST sačinjen od 10 različitih departmana. Pod upravljačkom funkcijom Internacionalnog izvršnog odbora je i rad cele BEST organizacije.

### Lokalna BEST grupa
Lokalna BEST Grupa (LBG) predstavlja lokalnu organizaciju studenata na Univerzitetu na kome studiraju, kao i promociju i organizovanje BEST aktivnosti na nivou tog univerziteta.

### Internacionalni departmani
| Internacionalni departmani         | Opis |
| ---------------------------------- | --- |
| Competitions Department            | Svrha Departmana za takmičenja je u podršci i razvitku što boljih Inžinjerskih takmičenja u skladu sa potrebama BEST-a.                                                                                          |
| Corporate Relations Department     | Departman za odnose sa kompanijama podržava blagajnika u dobavljanju resursa i prihoda kako bi BEST radio ka ostvarenju svojih ciljeva.                                                                          |
| Design Department                  | Departman za dizajn je tu da omogući najbolje dizajn materijale kako bi poboljšao i održao imidž BEST-a. |
| Educational Involvement Department | Svrha ovog departmana je da pojača svest studenata o obrazovanju i njihovo uključenje u obrazovanje, kao i da primi utiske studenata o obrazovanju I dostavi ih do odgovarajućih učesnika u visokom obrazovanju. |
| Grants Department                  | Ovaj departman sarađuje sa finansijerima u cilju osiguravanja finansijske podrške BEST-u kroz projekte. |
| IT Department                      | Departman za Informacione Tehnologije je telo u BEST-u koje odgovara na IT potrebe i bavi se dobavljanjem tehničkih resursa i servisom kako bi podržavao BEST u dostizanju ciljeva i vizije.                     |
| Public Relations Department        | PR Departman beleži, gradi i održava spoljnu sliku BEST-a. |
| Training Department                | Departman za treninge ima cilj da se članovi razvijaju na najefikasniji način i omogućava im da ostvare svoje ciljeve razvijanjem i održavanjem sistema treninga u BEST-u.                                       |
| Vivaldi Department                 | Svrha Vivaldi departmana je nadzor i podrška organizaciji BEST događaja po određenim propisima. |

### Internacionalni izvršni odbor
| Pozicija                              | Ime                  |
| ------------------------------------- | -------------------- |
| Predsednik                            | Antonios Bikas       |
| Blagajnik                             | Rita Reis            |
| Sekretar                              | Perrine Bauchot      |
| Potpredsednik za HR (ljudski resursi) | Alexander Kadoglou   |
| Potpredsednik za projekte             | Evelina Samineli     |
| Potpredsednik za servis               | Anja Macan           |
| Potpredsednik za Local Group Support  | Panagiotis Lampsidis |

## Partneri organizacije
BEST sarađuje sa pet drugih studentskih organizacija:
- bonding-studenteninitiative e.V.[2] (iz Nemačke, od 1997)
- Canadian Federation of Engineering students,[3], od  2010.
- Association des États Généraux des Étudiants de l'Europe (AEGEE)[4] (od 2010)
- European Students of Industrial Engineering and Management (ESTIEM)[5] (od 2011)

BEST takođe predstavlja studente u nekim tematskim mrežama. Na primer:
- Sputnic[6]
- VM-Base[7]
- TREE[8]
- EIE-Surveyor[9]

BEST je član sledećih organizacija za Tehnološko obrazovanje:
- SEFI,
- IFEES[10]
- FEANI.[11]

## Spoljašnje veze
- BEST - Website